# Radstone
Radstone es un pueblo y una parroquia civil del distrito de South Northamptonshire, en el condado de Northamptonshire (Inglaterra).

## Demografía
Según el censo de 2001, Radstone tenía 54 habitantes (30 varones y 24 mujeres).
| 128                         | 168 | 212 | 203 | 189 | 168 | - | - | 116 | 116 | 93 | 85 | 111 | 86 | - | 88 | 73 |
| (Fuente: Vision of Britain) |     |     |     |     |     |   |   |     |     |    |    |     |    |   |    |    |